# Chroniosaurus

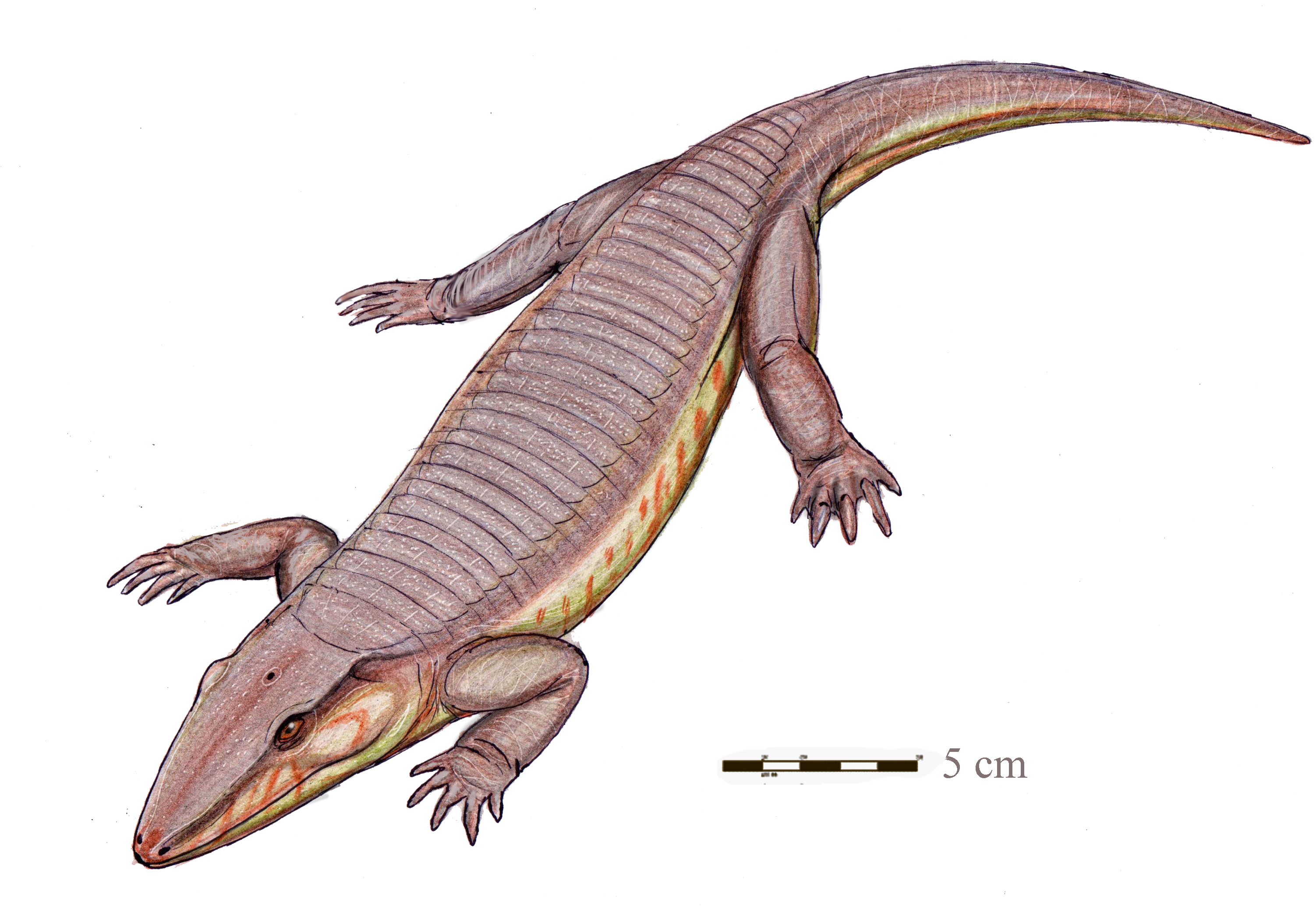
Recreación de un Chroniosaurus dongusensis (La barra representa 5 cm.)

Chroniosaurus es un género extinto de croniosúquidos reptiliomorfos que existieron durante el Pérmico Superior. Fue descubierto en Novgorod, Óblast de Oremburgo y Óblast de Vólogda, Russia. Fue descrito por Tverdokhlebova en 1972 y la especie tipo es Chroniosaurus dongusensis.